# Diereza (pisownia)
Diereza (tréma) – dwie kropki nad jedną z sąsiednich liter samogłosek, oznaczające, że te samogłoski należy wymawiać oddzielnie. Występuje np. w językach:
- hiszpańskim,
- francuskim,
- niderlandzkim,
- nowogreckim,
- transkrypcjach języków J.R.R. Tolkiena,
- (opcjonalnie) w łacinie.

Diereza występowała również w języku angielskim, a obecnie jest opcjonalna w niektórych słowach (np. naïve, coördinate, reënable).
Przykładowo łacińskie poëta czytane jest trzysylabowo jako po-e-ta, a nie dwusylabowo (normalnie oe oznacza dyftong). W języku hiszpańskim diereza nad u w grupach güe i güi oznacza, że u jest wymawiane (bez dierezy jest niewymawiane).
Znak ten jest graficznie identyczny z umlautem. Powstał jednak niezależnie. W Unikodzie diereza/umlaut występuje w wersjach:
| Znak | Unikod | Kod HTML                    | Nazwa unikodowa     | Nazwa polska     |
| ---- | ------ | --------------------------- | ------------------- | ---------------- |
| ¨    | U+00A8 | &uml; lub &#xA8; lub &#168; | DIAERESIS           | diereza          |
| ̈     | U+0308 | &#x0308; lub &#776;         | COMBINING DIAERESIS | diereza dostawna |